# Formatge blau

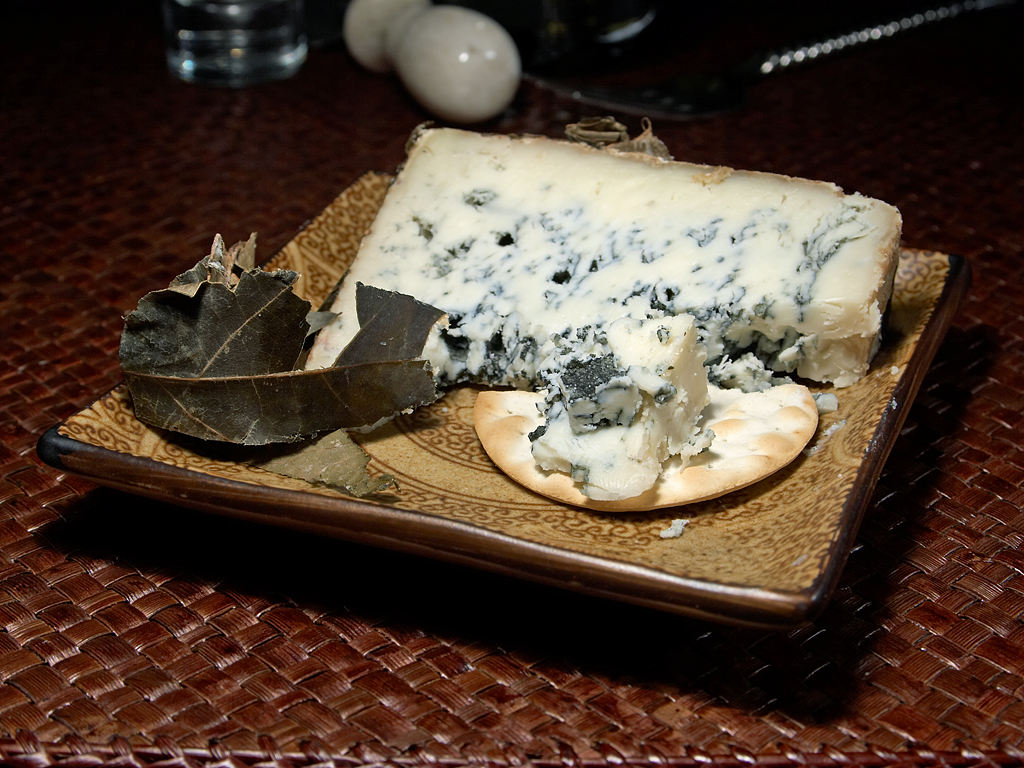
Formatge cabrales, exemple de formatge blau

Els formatges blaus són un tipus de formatge que tenen com a característica fonamental la presència de floridures, generalment del gènere Penicillium, que els proporcionen tons blavosos o verdosos. De llet de vaca, d'ovella i/o de cabra, els formatges blaus es curen en indrets amb temperatures i humitats (de l'ordre del 90%) regulades, per tal de garantir la proliferació de les floridures. Tradicionalment, això ha estat possible en coves.
Són formatges de curta a mitja curació, i de mides molt variables, normalment de climes freds i humits que maduren en coves o cellers subterranis com el rocafort francès, l'stilton anglès, el gorgonzola italià o el cabrales asturià. Per definició, sempre són formatges de tall obert i amb buits, que han patit una primera fermentació làctica intensa i que retenen al seu interior una alta humitat. A partir d'aquest àcid làctic les floridures s'alimenten i transformen la textura i el color de la pasta formatgera, i aporten el seu sabor i aroma tan característics. Tenen l'escorça rugosa, esquerdada i no tancada, amb un interior obert i oxigenat per on creixen i es desenvolupen les colònies de floridura. Generalment contenen un alt nivell de sal molt apropiades per a aquestes floridures i limiten el creixement d'altres no desitjats, tenen un gust intens i penetrant i es consumeixen sempre al final de l'assortiment formatger, acompanyats de fruits secs o pa de nous i vins generosos dolços.

## Tipus (selecció)
- Adelost
- Amablu
- Aura cheese
- Australian Blue Vein
- Bavarian blue o Bavaria blu
- Beenleigh Blue
- Bergader
- Bergere Bleue
- Bleu Bénédictin
- Bleu d'Auvergne
- Bleu de Basque
- Bleu de Bresse
- Bleu de Gex
- Bleu de Laqueuille
- Bleu des Causses
- Bleu de Septmoncel
- Bleu du Haut-Jura
- Bleu du Vercors-Sassenage
- Blue Castello
- Blue Cheshire
- Blue Rathgore
- Blue Wensleydale
- Buttermilk Blue
- Buxton Blue cheese
- Cabrales
- Cambozola
- Cashel Blue
- Cheshire cheese
- Ciel de Charlevoix
- Danablu
- Devon Blue
- Dolcelatte
- Dorset Blue Vinney cheese
- Dunsyre Blue
- Edelpilz
- Exmoor Blue cheese
- Fourme d'Ambert
- Fourme de Haute Loire
- Fourme de Montbrison
- Gammelost
- Gippsland Blue
- Gorgonzola
- Harbourne Blue
- Jubilee Blue
- Lanark Blue
- La Peral
- Lymeswold cheese
- Maytag Blue cheese
- Meredith Blue
- Monje Picón
- Montagnolo
- Mycella
- Olivet Bleu
- Oxford Blue
- Oxley Traditional Blue
- Picón Bejes-Tresviso
- Roaring Forties Blue
- Rochebaron
- Roquefort
- Saga cheese
- Shropshire Blue cheese
- Saint Agur Blue
- St. Pete's Select
- Stilton
- Valdeón
- Waimata Farmhouse Blue
- Westminster Blue
- Yorkshire Blue